# Nordinsana
Nordinsana (indonesisch Insana Utara) ist ein indonesischer Distrikt (Kecamatan) im Westen der Insel Timor, am Ufer der Sawusee.

## Geographie
| „Dorf“ (Desa)  | Verwaltungssitz | Fläche    | Einwohner | Bevölkerungs- dichte |
| -------------- | --------------- | --------- | --------- | -------------------- |
| Humusu Sainiup | Bointuna        | 9,00 km²  | 1.256     | 140                  |
| Fatumtasa      | Fatumtasa       | 7,00 km²  | 1.133     | 162                  |
| Humusu Oekolo  | Oekolo          | 13,15 km² | 2.365     | 180                  |
| Oesoko         | Oekoso          | 9,35 km²  | 1.405     | 150                  |
| Humusu Wini    | Wini            | 15,34 km² | 4.088     | 266                  |

Der Distrikt befindet sich im Norden des Regierungsbezirks Nordzentraltimor (Timor Tengah Utara) der Provinz Ost-Nusa-Tenggara (Nusa Tenggara Timur). Im Osten befindet sich der Distrikt Biboki Moenleu, südöstlich Zentralinsana (Insana Tengah), im Süden Insana Fafinesu, südwestlich Ostmiomaffo (Miomaffo Timur) und im Westen Naibenu. Im Norden liegt die Sawusee. Im Nordwesten reicht Nordinsana an die zum Staat Osttimor gehörende Exklave Oe-Cusse Ambeno.
Nordinsana hat eine Fläche von 53,84 km² und teilt sich in die fünf Desa Humusu Sainiup und Fatumtasa im Süden, Humusu Oekolo im Osten und Oesoko und Humusu Wini im Norden an der Küste. Der Verwaltungssitz befindet sich in Wini.  Das Territorium liegt komplett in einer Meereshöhe von unter 500 m. Das Klima teilt sich, wie sonst auch auf Timor, in eine Regen- von Dezember bis März und eine Trockenzeit von Juni bis September. In den letzten Jahren nahm die Dauer der Regenzeit zu. Durchschnittlich wurden 2017 54 Regentage und eine Jahresregenmenge von 906 mm verzeichnet.

## Einwohner
2017 lebten in Nordinsana 10.247 Einwohner. 5.127 waren Männer, 5.120 Frauen. Die Bevölkerungsdichte lag bei 190 Personen pro Quadratkilometer. 9.553 Personen bekannten sich zum katholischen Glauben, 330 waren Protestanten und 364 Personen muslimischen Glaubens. Im Distrikt gab es eine katholische Kirche und sieben Kapellen sowie eine protestantische Kirche und eine Moschee.

## Wirtschaft, Infrastruktur und Verkehr
Direkt westlich von Wini befindet sich ein Grenzübergang zur osttimoresischen Exklave Oe-Cusse Ambeno. Wini verfügt über einen Hafen, das Ortszentrum liegt etwas in das Landesinnere versetzt. Über den Hafen wird Manganerz exportiert, allerdings können nur Schiffe mit weniger als 5000 Bruttoregistertonnen bedient werden. 2017 wurde der Hafen von 43 Schiffen aus der Region angelaufen. 89.365 Tonnen wurden über den Hafen exportiert und 23.708,16 Tonnen importiert.
95,53 % der Haushalte im Distrikt leben von der Landwirtschaft. Als Haustiere werden Rinder (6.256), Pferde (85), Büffel (66), Schweine (3.747), Ziegen (3.667), Enten (350) und Hühner (7.803) gehalten. Auf 755 Hektar wird Mais angebaut, auf 589 Hektar Reis, auf 124 Hektar Maniok, auf 25 Hektar Süßkartoffeln, auf 35 Hektar Erdnüsse und auf fünf Hektar grüne Bohnen. Weitere landwirtschaftliche Produkte sind Orangen, Papayas, Mangos, Chilis, Zwiebeln, Kokosnüsse, Cashewnüsse, Kaffee, Kakao, Haselnüsse, Betelnüsse, Pfeffer und Bananen. 125 Personen arbeiten als Fischer. Es gibt 22 Fischerboote ohne Motor, 13 mit Außenborder und 15 mit eingebautem Motor. Fische werden auch in 41 Fischteichen gezüchtet. Aus den noch existierenden Wäldern werden Bambus, Teak, Mahagoni und Falcataria moluccana gewonnen. 2017 wurden in Salinen 430 Tonnen Salz gewonnen. In Fatumtasa und Humusu Wini gibt es jeweils einen Markt.
In Nordinsana gibt es zehn Grundschulen, fünf Mittelschulen und eine weiterführende Schule. Zur medizinischen Versorgung stehen ein kommunales Gesundheitszentrum (Puskesmas), zwei medizinische Versorgungszentren (Puskesmas Pembantu) und drei Hebammenzentren (Polindes) zur Verfügung.